# Onnagata
Onnagata (jap. 女形 onna-gata, oyama) – rola kobieca grana przez mężczyznę w teatrze kabuki. Początki onnagata sięgają 1629 roku, gdy w Japonii został wprowadzony zakaz występowania kobiet w teatrze. Obowiązywał on do 1977 roku. W tym okresie role kobiece w teatrze odgrywali mężczyźni.
Największy rozkwit sztuki onnagata przypadł na okres Genroku (1688–1704), a najwybitniejszym aktorem był wówczas Ayame Yoshizawa (1673–1729). W czasach działalności Yoshizawy nastąpiły zmiany w postrzeganiu ról kobiecych w teatrze kabuki. Przedtem onnagata mógł się wykazać w sztuce dzięki umiejętnościom tanecznym. Główny nacisk kładło się na role męskie. Talent Ayame pozwolił zmienić ten stan rzeczy. Aktor promował onnagata zarówno w teatrze, jak i w życiu poza nim. Dodatkowymi środkami, które stosował w tym celu, było doskonałe naśladowanie ruchów i gestów kobiety, połączone z umiejętnym makijażem i ubiorem. Dzięki temu emanował kobiecością. Dla aktorów, odgrywających role kobiece, Ayame Yoshizawa stworzył dzieło Opowieści Ayame (Ayamegusa), będące zbiorem pouczeń i anegdot.
Wpływ, jaki Ayame wywarł na postrzeganie ról kobiecych, przyczynił się do umocnienia pozycji onnagata w takich rodzajach sztuk kabuki, jak: keisei, michiyuki i shosa-goto. W farsach keisei, przedstawiających zazwyczaj motyw odwiedzin przez wysokiej rangi urzędników domów publicznych, aktorzy grający role kobiece wcielali się w kurtyzany. W michiyuki odgrywali rolę nieszczęśliwej kochanki, która wraz ze swoim ukochanym podąża drogą ku śmierci, mając nadzieję na lepsze życie w innym świecie. Shosagoto był opartym na tańcach spektaklem, w którym onnagata wcielali się w tańczące kurtyzany.
Do innych najwybitniejszych onnagata należał Utaemon Nakamura V (1866–1940), działający w okresie Meiji. Jego syn, Utaemon Nakamura VI (1917–2001) wcielał się na scenie wyłącznie w postacie kobiece. Ponadto urozmaicał swoje role grą na shamisenie, koto i kokyū (tradycyjny, 3- lub 4-strunowy, instrument smyczkowy). Talent i umiejętności Nakamury VI zainspirowały Yukio Mishimę (1925–1970) do napisania opowiadania Onnagata. Współcześnie za najsłynniejszego onnagata uważany jest Tamasaburō Bandō V (1950–) o delikatnej kobiecej urodzie, grający przede wszystkim role kobiece, ale także męskie.